# كأس الاتحاد 1969
كأس الاتحاد 1969 هو الموسم 7 من  كأس فيد. أقيم خلال الفترة 19 مايو 1969 وحتى 25 مايو 1969، وفاز فيه منتخب الولايات المتحدة لكأس فيد.